# Maria Paiste
Maria Paiste (født 5. april 1995 i Estland) er en estisk skuespiller og sanger, der er uddannet fra University of Tartu Viljandi Kulturakademi (2017-2021). Hun fik ansættelse på Paide Teater (i det centrale Estland) i 2021 og spillede med i ni forskellige stykker, inden hun opsagde kontrakten med teatret i 2022.
Paiste medvirkede herefter i teaterensemblet Ekspeditsioons opsætning af stykket 3 Sisters (2023) og i stykket Cabaret.Hell (2023) på VAT Teaters blackbox-scene "Sakala 3 Black Box".. Hun har desuden haft roller i stykkerne What Happens When We Are No Longer Here? (estisk: Mis saab siis, kui meid enam ei ole?) på Tartu Uus Teater og Übermensch - nali ühes vaatuses på Paide Teater. 
Maria Paiste har medvirket i enkelte film og tv-serier, bl.a. i Läheduse raamid fra 2022 hvor hun spiller "Hele" og i serierne Süü (2021) og Hvem skød Otto Mueller? (2022).

## Filmografi (udvalg)
- 2024 - Meliora (kortfilm) – Emma
- 2023 - Unistus – Isadora
- 2022 - Läheduse raamid – Hele
- 2022 - Hvem skød Otto Mueller? (tv-serie) – Reeli som ung
- 2021 - Süü (tv-serie) – Saara